# Comic Invasion Berlin
Die Comic Invasion Berlin (Eigenschreibweise: ComicInvasionBerlin) ist ein Comic-Festival in Berlin und findet jedes Jahr an einem Wochenende im Mai statt.

## Geschichte
Die Comic Invasion wird seit 2012 ein Mal im Jahr an wechselnden Orten in Berlin veranstaltet, bisher unter anderem in der Alten Feuerwache, dem Kunstquartier Bethanien und dem Zentrum für Kunst und Urbanistik (ZK/U). Seit 2018 findet die Comic Invasion im Museum für Kommunikation Berlin statt.
Veranstaltet wird die Comic Invasion von Renate Comics e. V. und organisiert von einem wechselnden ehrenamtlichen Team. Das Festival wurde in den Jahren 2019, 2020, 2021, 2022 und 2023 durch den Hauptstadtkulturfonds gefördert und wird von anderen Comicinstitutionen in der Stadt unterstützt.

## Programm
Die Veranstaltung bietet Ausstellungen, Workshops, Lesungen und Signierstunden. Jedes Jahr wird ein anderes Schwerpunktland ausgewählt. 2023 stehen Künstler und Comic-Aktivisten aus der italienischen Independent- und Underground-Szene im Fokus. In der Woche vor dem Hauptfestival findet ein Begleitprogramm statt, die „Satelliten“. Die Satelliten sind sowohl online als auch an unterschiedlichen Orten der Berliner Comic-Szene.
Anlässlich der Comic Invasion werden am Veranstaltungsort die Arbeiten der Stipendiaten des seit 2018 jährlich vergebenen Comic-Stipendiums des Landes Berlin vorgestellt und in einer Ausstellung im Anschluss an die Comic Invasion gezeigt. Parallel gibt es noch einen eigenen Comic-Wettbewerb der Comic Invasion, bei dem alle Berliner in drei verschiedenen Altersklassen Arbeiten einreichen können. Auch dessen Ergebnisse und die prämierten Arbeiten werden auf dem Festival ausgestellt. Der Wettbewerb hat jedes Jahr ein anderes Thema. 2023 ist das Thema „Vertragen“ – passend zur Sonderausstellung Streit. Eine Annäherung, die gleichzeitig im Museum für Kommunikation Berlin läuft.